# Lionel Bourg
Pour les articles homonymes, voir Bourg (homonymie).
 (février 2024).
Si vous disposez d'ouvrages ou d'articles de référence ou si vous connaissez des sites web de qualité traitant du thème abordé ici, merci de compléter l'article en donnant les références utiles à sa vérifiabilité et en les liant à la section « Notes et références ».
Lionel Bourg est un écrivain français né le 27 juin 1949  à Saint-Chamond (Loire). Il réside à Saint-Étienne.

## Biographie
Enseignant jusqu'en 1989, Lionel Bourg se consacre depuis entièrement à l'écriture. Il est l'auteur d'une œuvre féconde et exigeante, réfractaire à tous les casernements, à toutes les forces d'avilissement de la pensée, et qui se construit en empruntant les chemins variés de la prose et du vers.
Ses œuvres ont été traduites en anglais, allemand, italien, espagnol, roumain.

## Œuvres
- Où se perdent nos pas, Éditions Fata Morgana, 2021 [2]
- Victor Hugo, bien sûr, Le Réalgar, 2021
- C'est là que j'ai vécu, Quidam 2019 [3]
- Et des chansons pour les sirènes, Le Réalgar, 2019 [4]
- Ce que disent tout bas de si belles images, dans Dolorès Marat, Mezzo voce, Fario 2018.
- Un oiseleur, Charles Morice, Le Réalgar, 2018
- Watching the river flow (sur les pas de Bob Dylan), La Passe du vent, 2017
- Demain sera toujours trop tard, Le Réalgar, 2017
- Lettre ouverte à ceux dont les lendemains chanteront peut-être, Le Réalgar, 2016
- J'y suis, j'y suis toujours, Fario, 2015
- Un nord en moi, peintures de Jérôme Delépine, Le Réalgar-Éditions, 2015
- Ce serait du moins quelque chose, dessins de Cristine Guinamand, Le Réalgar, 2014
- L'Echappée, L'Escampette, 2014 [5]
- La Croisée des errances, dessins de Géraldine Kosiak, La Fosse aux ours, 2011
- L’Irréductible, La Passe du vent, 2011
- L’Horizon partagé, Quidam éditeur, 2010
- Comme sont nus les rêves, Éditions Apogée, 2009
- L'Immensité restreinte où je vais piétinant, La Passe du vent, 2009
- À hauteur d'homme, La Passe du vent, 2012
- Le Chemin des écluses suivi de Gueules de fort, Folle Avoine, 2008
- Où le songe demeure, Créaphis, 2007
- L'Engendrement, Quidam éditeur, 2007
- Paul Rebeyrolle. L'Œuvre de chair, la peinture ou la vie, Urdla, 2006
- L'Ombre lente du temps, illustrations de Daniel Nadaud, Fata Morgana, 2006
- Quelques ombres portées, L'Escampette, 2004
- Montagne noire, Le Temps qu'il fait, Lettres du Cabardès, 2004 Prix Rhône-Alpes du livre 2004
- Les Montagnes du soir, Cadex, 2003
- La Faute à Ferré, L'Escampette, 2003
- Jardin de poupées, Fata Morgana, 2003
- Les Chiens errants de Bucarest, illustrations de Philippe Favier, Fata Morgana, 2002
- Une curieuse hébétude : petite suite autobiographique, La Dragonne, 2001
- Un arbre élu par l'orage, L'Escampette, 2001
- Lettres de Lasalle suivie de Fragments d'un livre d'amour, éditions Jacques Brémond, 2001
- L'Ombre nue : journal T2, Cadex, 2001
- Rebuts de presse : chroniques pour une radio fantôme, L'Escampette, 2000
- Dans le vent du chemin : journal décembre 1996 - mars 1998, Cadex, 2000
- « L'Endurance du voyageur », essai, in Les Figures de la marche, un siècle d'arpenteurs, Réunion des musées nationaux, 2000
- Torches d'ombre, Paroles d'Aube, 1999
- Mortes Pierres, Les Éditions du Laquet, 1999
- « Métèque, vous avez dit métèque », essai, in Jacques Derrida, Manifeste de l'hospitalité, La Passe du vent, 1999
- Une absurde fidélité peut-être..., La Dragonne, 1998
- Tirs de barrage, Paroles d'Aube, 1998
- Rien qu'une ombre inventée, Cadex, 1998
- Pleine lucarne, Cadex, 1998
- La Liesse populaire en France, Cadex, 1998
- L'Angoisse, non ce n'est pas elle..., Antoine Caillaut, 1998
- Droit commun, Paroles d'Aube, 1998
- Babeuf, une passion qui commence, Paroles d'Aube, 1997
- Matière du temps I et II, Cadex, 1996
- La Seule qui ne se soit pas fanée à la boutonnière, Wigwam, 1996
- L'Immensité restreinte où je vais piétinant, Paroles d'Aube, 1995
- Al dente, Cadex, 1995
- L'Étoffe des corps, Cadex, 1994
- Friches, Cadex, 1994
- Quelque chose de plus que la lumière, Paroles d'Aube, 1993
- Prose pour une égarée, Tarabuste, 1993
- Où patiente la lumière, Cadex, 1993
- Journal d'Anduze, éditions Jacques Brémond, 1993
- Liminaire, Paroles d'Aube, 1992
- L'Inscription des présages, Karédys, 1992
- Fragments d'une ville fantôme, Cadex, 1992
- Une femme dans la pierre, Les Petits Classiques du Grand Pirate, 1991
- Prière d'insérer suivi de Cote d'alerte, Cadex, 1991
- L'Absent, Cadex, 1991
- Une certaine latitude, éditions Jacques Brémond, 1990
- Tombeau de Joseph-Ferdinand Cheval, facteur à Hauterives, Cadex, 1990
- L'Étroite Blessure du silence, éditions Jacques Brémond, 1990
- Dans la présente abjection des mondes, Cadex, 1990
- L'Oubli et la mémoire des lieux, Didier-Richard, 1988
- L'Innocence, éditions Comp'Act, 1986
- Contre nuit, éditions Jacques Brémond, 1980

## Distinctions
- Prix Loin du marketing en 2009 pour l'ensemble de son œuvre
- Prix Rhône-Alpes du livre en 2004-2005 pour "Montagne noire".
- Prix Regard poétique en 1991 pour "Jalcreste" dans "Itinéraires littéraires en Lozère".
- Prix des Trois canettes, marché de la poésie en 1990.
- Prix Eugène Le Roy en 1989 pour "L'oubli et la mémoire des lieux".
- Prix Lucien Neuwirth/Ville de Saint-Etienne en 2019 pour "C'est là que j'ai vécu".